# Kisielice (gmina)
Kisielice est une gmina mixte du powiat de Iława, Varmie-Mazurie, dans le nord de la Pologne. Son siège est la ville de Kisielice, qui se situe environ 21 km à l'ouest d'Iława et 85 km à l'ouest de la capitale régionale Olsztyn.
La gmina couvre une superficie de 172,8 km2 pour une population de 6 232 habitants.

## Géographie
Outre la ville de Kisielice, la gmina inclut les villages de Biskupiczki, Butowo, Byliny, Galinowo, Goryń, Jędrychowo, Kantowo, Klimy, Krzywka, Łęgowo, Limża, Łodygowo, Nowy Folwark, Ogrodzieniec, Pławty Wielkie, Sobiewola, Stary Folwark, Trupel, Wałdowo et Wola.
La gmina borde les gminy de Biskupiec, Gardeja, Iława, Łasin, Prabuty et Susz.